# Сутджиади, Алдила
Алдила Сутджиади (англ. Aldila Sutjiadi; род. 2 мая 1995, Джакарта) — индонезийская профессиональная теннисистка. Трёхкратная полуфиналистка турниров Большого шлема в смешанном парном разряде (Открытый чемпионат Франции-2023, Уимблдон-2023, Открытый чемпионат США-2024); победительница пяти турниров WTA и трёх турниров WTA 125 в парном разряде; победительница шестнадцати турниров ITF (1 — в одиночном разряде).
Чемпионка в смешанном парном разряде Азиатских игр (2018) и бронзовый призёр в парном разряде Азиатских игр (2022); серебряный призёр в одиночном разряде Азиатских игр по боевым искусствам и состязаниям в помещениях (2017); пятикратная чемпионка (2019, 2021, 2023) и четырёхкратный призёр (2015, 2021, 2023) Игр Юго-Восточной Азии.

## Спортивная карьера
В июле 2018 года стала победительницей первого турнира ITF в одиночном разряде.
И в 2014—2022 годах стала победительницей ещё пятнадцати турниров ITF в парном разряде.

### 2023—2024
В начале июля 2023 года на Уимблдонском турнире в парном разряде вместе с японкой Мию Като дошла до третьего раунда соревнований, в котором они проиграли Се Шувэй и Барборе Стрыцовой, — которые в итоге стали чемпионками этого турнира.
В конце января 2024 года стала чемпионкой вместе с японкой Мию Като парного разряда турнира WTA 250 в Хуахине (Таиланд), где они в финале победили китаянок Цзян Синьюй и Го Ханьюй со счётом: 6-4, 1-6, [10-7].
В начале июля 2024 года на Уимблдонском турнире в парном разряде вместе с американкой Эйжей Мухаммад вновь дошла до третьего раунда соревнований, в котором они проиграли Тимее Бабош и Надежде Киченок.

## Итоговое место в рейтинге WTA по годам
| Год  | Одиночный рейтинг | Парный рейтинг |
| 2023 | —                 | 26             |
| 2022 | 526               | 51             |
| 2021 | 391               | 135            |
| 2020 | 387               | 188            |
| 2019 | 362               | 167            |
| 2018 | 664               | 517            |
| 2017 | 999               | —              |
| 2016 | —                 | —              |
| 2015 | —                 | —              |
| 2014 | —                 | 1048           |
| 2013 | —                 | 746            |
| 2012 | —                 | —              |
| 2011 | —                 | 1111           |
| 2010 | 1041              | —              |